# Vitsands socken
Vitsands socken i Värmland ingick i Fryksdals härad, ingår sedan 1971 i Torsby kommun och motsvarar från 2016 Vitsands distrikt.
Socknens areal är 412,73 kvadratkilometer varav 395,81 land. År 2000 fanns här 868 invånare. Kyrkbyn Vitsand med sockenkyrkan Vitsands kyrka ligger i socknen.   

## Administrativ historik
Socknen bildades 1822 genom utbrytning ur Fryksände socken.  
Vid kommunreformen 1862 övergick socknens ansvar för de kyrkliga frågorna till Vitsands församling och för de borgerliga frågorna bildades Vitsands landskommun. Landskommunen utökades 1952 och uppgick 1967 i Torsby landskommun som 1971 ombildades till Torsby kommun.
1 januari 2016 inrättades distriktet Vitsand, med samma omfattning som församlingen hade 1999/2000.  
Socknen har tillhört län, fögderier, tingslag och domsagor enligt vad som beskrivs i artikeln Fryksdals härad. De indelta soldaterna tillhörde Värmlands regemente och Elfdals kompani.

## Geografi
Vitsands socken ligger norr om Torsby, kring Övre Brocken samt Ljusnan och dess tillflöde Mangslidsälven. Socknen är en skogsbygd.

## Fornlämningar
Ett par boplatser från stenåldern har påträffats, liksom fångstgropar.

## Namnet
Namnet skrev 1653 Huitesanndh och kommer från en gård vid kyrkan. Namnet syftar på läget vid sjön Övre Brockens ljusa stränder.
Namnet skrevs före 2 april 1924 Vittsands socken och Hvittsands socken.

## Befolkningsutveckling
| Befolkningsutvecklingen i Vitsands socken 1830–1990                                                      | Befolkningsutvecklingen i Vitsands socken 1830–1990 | Befolkningsutvecklingen i Vitsands socken 1830–1990 | Befolkningsutvecklingen i Vitsands socken 1830–1990 | Befolkningsutvecklingen i Vitsands socken 1830–1990 |
| --- | --------------------------------------------------- | --------------------------------------------------- | --------------------------------------------------- | --------------------------------------------------- |
| |                                                     |                                                     |                                                     |                                                     |
| År |                                                     |                                                     | Folkmängd                                           |                                                     |
| 1830 | 1830                                                |                                                     | 1 534                                               |                                                     |
| 1840 | 1840                                                |                                                     | 1 873                                               |                                                     |
| 1850 | 1850                                                |                                                     | 2 163                                               |                                                     |
| 1860 | 1860                                                |                                                     | 2 418                                               |                                                     |
| 1870 | 1870                                                |                                                     | 2 411                                               |                                                     |
| 1880 | 1880                                                |                                                     | 2 539                                               |                                                     |
| 1890 | 1890                                                |                                                     | 2 317                                               |                                                     |
| 1900 | 1900                                                |                                                     | 2 178                                               |                                                     |
| 1910 | 1910                                                |                                                     | 1 918                                               |                                                     |
| 1920 | 1920                                                |                                                     | 1 981                                               |                                                     |
| 1930 | 1930                                                |                                                     | 2 012                                               |                                                     |
| 1940 | 1940                                                |                                                     | 1 925                                               |                                                     |
| 1950 | 1950                                                |                                                     | 1 809                                               |                                                     |
| 1960 | 1960                                                |                                                     | 1 663                                               |                                                     |
| 1970 | 1970                                                |                                                     | 1 219                                               |                                                     |
| 1980 | 1980                                                |                                                     | 1 052                                               |                                                     |
| 1990 | 1990                                                |                                                     | 940                                                 |                                                     |
| Anm: Källor: Umeå universitet - Tabellverket 1749-1859, Demografiska databasen, CEDAR, Umeå universitet. |                                                     |                                                     |                                                     |                                                     |